# Push-pull (agriculture)
Pour les articles homonymes, voir Push-pull.

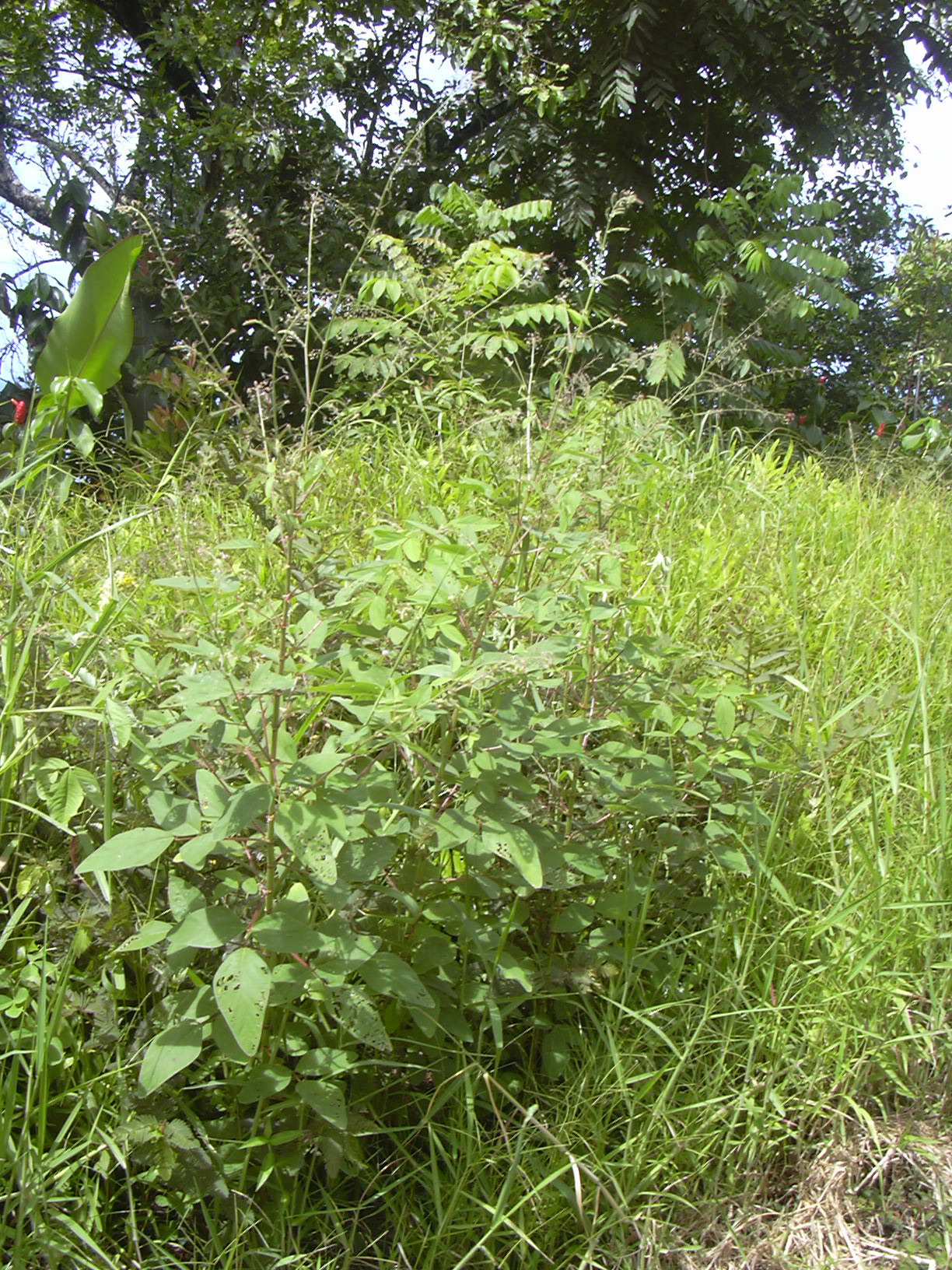
Le Desmodium dégage des substances chimiques qui éloignent les insectes ravageurs.

Le push-pull (le pousser-piéger), aussi appelé répulsion-attraction, est une approche de lutte biologique qui consiste à « chasser » les insectes ravageurs d'une culture principale et à les « charmer » vers la lisière du champ. Cette méthode dépend de l'agencement pensé de plantes dotées de la capacité biologique ou chimique de repousser, attirer ou piéger les insectes, évitant l'utilisation d'insecticides de synthèse ou d'OGM. La technique fut développée au Kenya par l'entomologiste indien, Zeyaur R. Khan, de l'ICPE (International centre of insect physiology and ecology) et offre une utilité particulière en Afrique de l'Est, surtout au Kenya, pour lutter contre les insectes nuisibles pour le maïs.

## Pousser (push)
L'action de chasser (push) dans ce mécanisme est fournie par les plantes qui dégagent des substances chimiques qui repoussent les insectes perce-tiges ou foreurs, les éloignant de la culture principale (maïs ou sorgho). Les espèces dotées des meilleures capacités de répulsion sont des variétés d'une légumineuse, Desmodium, qu'on plante entre les rangs de maïs ou sorgho. Du fait de sa faible hauteur, elle ne perturbe pas la croissance de la culture principale, et, par ailleurs, contribue à la stabilité du sol, améliorant sa fertilité grâce à une meilleure teneur en matières organiques et à sa capacité à fixer l'azote de l'air. C'est également un aliment pour le bétail très nutritif, qui étouffe la mauvaise herbe Striga. Une seconde plante chasseuse est l'herbe de mélasse (Melinis minutiflora), qui sert aussi d'aliment du bétail et est capable de repousser les tiques tout en attirant des parasites qui attaquent les larves des perce-tiges.

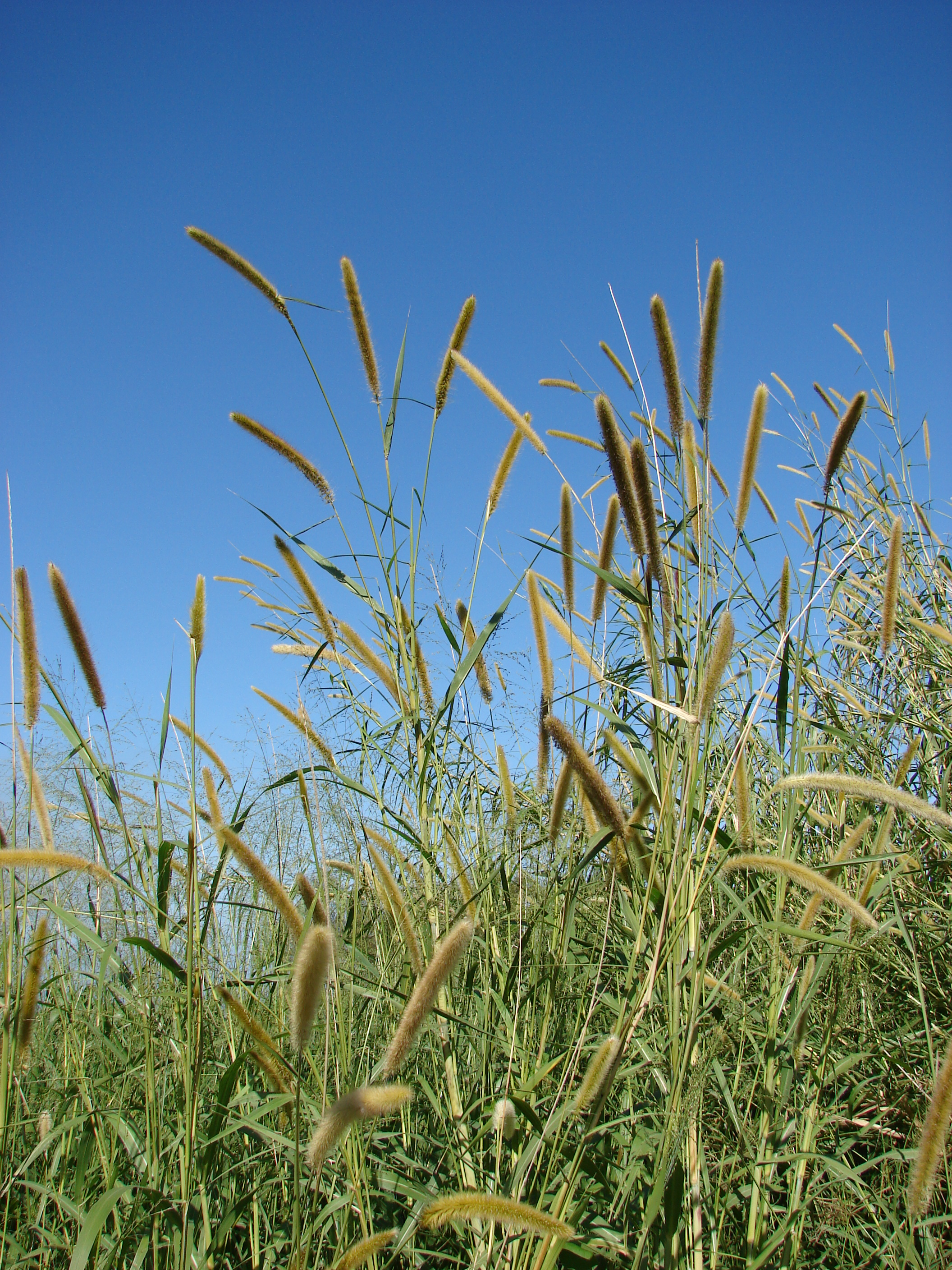
Une substance visqueuse qui suinte de l'herbe à éléphants piège les parasites.

## Piéger (pull)
L'approche dépend d'une poignée de cultures plantées en lisière du maïs ou sorgho. Des graminées indigènes, domestiquées ou sauvages, aident à protéger les cultures en attirant et en piégeant les perce-tiges. Plantées dans la marge autour des champs de maïs et de sorgho, ces graminées « charment » les papillons de nuit adultes grâce aux substances chimiques émises. En même temps, elles servent de refuge aux ennemis naturels des perce-tiges. D'autres cultures, telles que l'herbe à éléphants (Pennisetum purpureum), produisent un liquide collant qui piège le parasite et limite ses dégâts.

## Application en Afrique

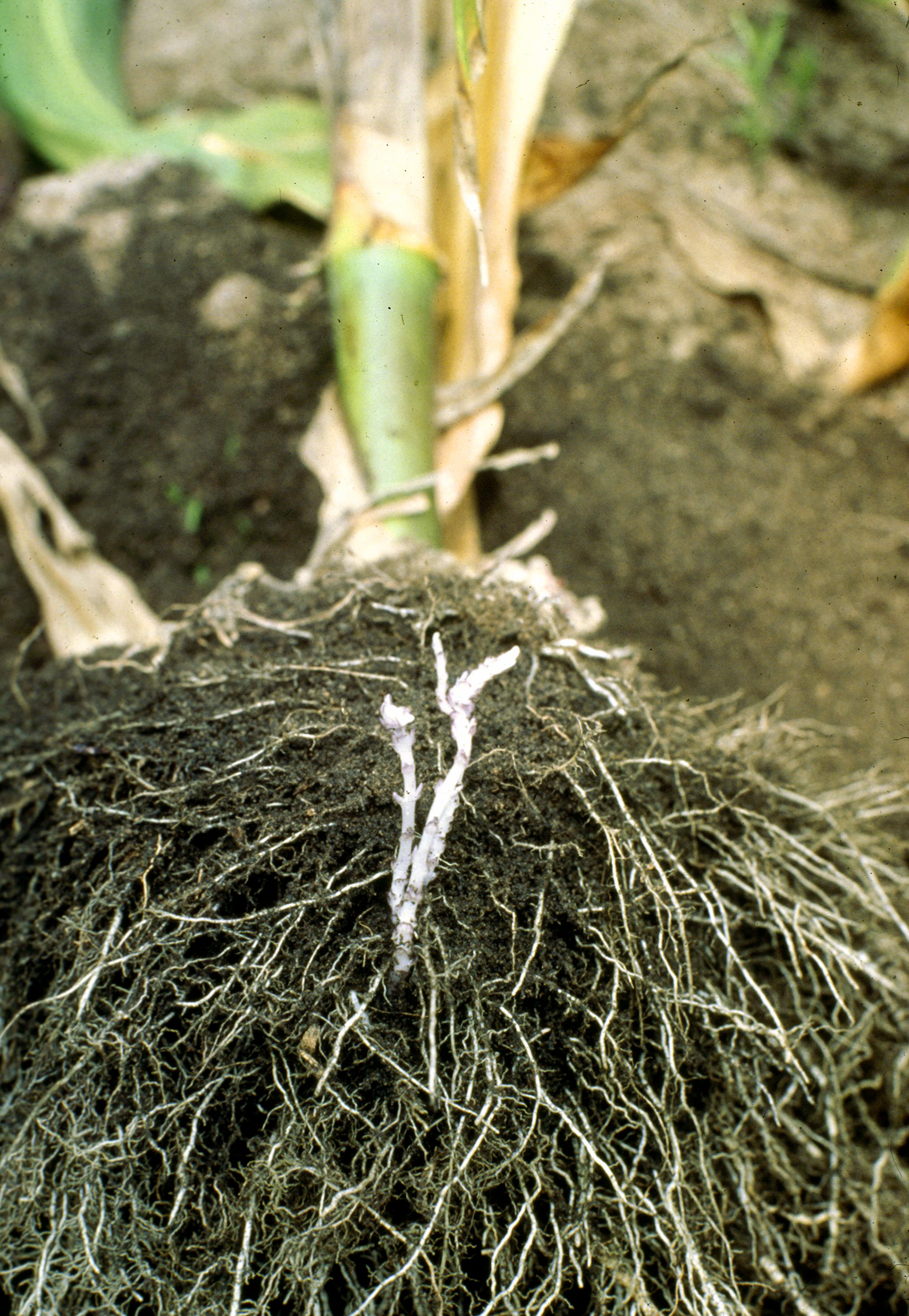
Racines avec des striga.

Les perce-tiges (insectes foreurs de tiges), le striga, plante parasite, et une faible fertilité des sols constituent les trois contraintes principales pour la production des céréales en Afrique subsaharienne. Les pertes dues aux perce-tiges peuvent atteindre 80 % dans certaines régions, une moyenne de 15-40 % dans d'autres régions. Les pertes dues à la mauvaise herbe striga, d'autre part, varient entre 30 % et 100 % dans la plupart des régions, aggravées par la faible fertilité des sols qu'on trouve dans ces régions. Là où les deux ravageurs frappent ensemble, les agriculteurs risquent de perdre toute leur récolte. La valeur des produits agricoles détruits par les foreurs de tiges et le striga s'élève à sept milliards de dollars américains annuellement, touchant en grande partie les agriculteurs vivriers, pauvres en ressources. 10 % de la population du Kenya utilise le push/pull[réf. souhaitée].  
Maîtriser les perce-tiges en utilisant des insecticides est non seulement coûteux et nuisible à l'environnement, mais s'avère inefficace puisque les produits chimiques ne peuvent pas pénétrer dans les tiges où couvent les larves des perce-tiges. De la même façon, l'utilisation de désherbants contre le striga n'est ni efficace ni faisable chez les petits agriculteurs de la région pour des raisons biologiques et socioéconomiques. La prévention des pertes dues aux perce-tiges et au striga, en plus d'une meilleure qualité du sol dans la seule Afrique de l'Est pourraient nourrir 27 millions de personnes de plus.

## Filmographie
- Documentaire Les Moissons du Futur de Marie-Monique Robin diffusé sur arte[5].